# Wiesiołów (gromada)
Wiesiołów – dawna gromada, czyli najmniejsza jednostka podziału terytorialnego Polskiej Rzeczypospolitej Ludowej w latach 1954–1972.
Gromady, z gromadzkimi radami narodowymi (GRN) jako organami władzy najniższego stopnia na wsi, funkcjonowały od reformy reorganizującej administrację wiejską przeprowadzonej jesienią 1954 do momentu ich zniesienia z dniem 1 stycznia 1973, tym samym wypierając organizację gminną w latach 1954–1972.
Gromadę Wiesiołów z siedzibą GRN w Wiesiołowie utworzono – jako jedną z 8759 gromad na obszarze Polski – w powiecie kolskim w woj. poznańskim, na mocy uchwały nr 24/54 WRN w Poznaniu z dnia 5 października 1954. W skład jednostki weszły obszary dotychczasowych gromad Baranowiec, Kupinin, Tarnówka, Tarnówka Wiesiołowska, Wiesiołów i Zalesie-Kolonia ze zniesionej gminy Karszew w tymże powiecie. Dla gromady ustalono 16 członków gromadzkiej rady narodowej.
1 stycznia 1960 do gromady Wiesiołów włączono obszar zniesionej gromady Karszew w tymże powiecie.
1 stycznia 1970 do gromady Wiesiołów włączono 604 ha z miasta Dąbie w tymże powiecie.
Gromada przetrwała do końca 1972 roku, czyli do kolejnej reformy gminnej.